# Николаевка (Абанский район)
Николаевка — упразднённая деревня в Абанском районе Красноярского края России. На момент упразднения входила в состав Туровского сельсовета. Упразднена в 2001 году.

## География
Располагалась в восточной части Красноярского края, на левом берегу реки Кайтуш (приток реки Усолка), на расстоянии приблизительно 11 километров (по прямой) к югу от села Турово.

## История
Основана в 1899 году. По данным на 1926 год деревня состояла из 72 хозяйств. В административном отношении входила в состав Михайловского сельсовета Абанского района Канского округа Сибирского края.

## Население
По данным переписи 1926 года в деревне проживало 374 человека (178 мужчин и 196 женщин), основное население — русские.